# Gongchan
Gong Chan Sik (en hangul, 공찬식; en hanja, 孔燦植; Suncheon, 14 de agosto de 1993), más conocido por su nombre artístico Gongchan (en hangul, 공찬), es un cantante y actor surcoreano. Él es integrante de la boy band surcoreana B1A4.

## Carrera
Es miembro de la agencia WM Entertainment.

### Predebut
Gongchan fue descubierto en Cyworld por haber ganado en Eoljjang Challenge cuando estaba en la secundaria. También participó en un concurso, donde cantó una canción de la cantante Ivy. Su período de aprendiz duró dos años.

### B1A4
Después de dos años de entrenamiento, Gongchan se unió como integrante de B1A4. El 11 de abril de 2011, WM Entertainment reveló a Gongchan como el tercer miembro del grupo junto con imágenes de Jinyoung y Baro. Sandeul y CNU fueron revelados dos días después.
El 20 de abril de 2011, B1A4 lanzó su primera canción, «OK», y su miniálbum Let's Fly, haciendo su debut el 23 de abril de 2011 en Show! Music Core.

### A Song For You
En 2015, Gongchan se convirtió en un nuevo MC en la cuarta temporada de A Song For You de KBS. Él apareció junto con otros dos MC's, Amber de f(x) y Kangin.

### I Need Romance
Se anunció a principios de 2017 que Gongchan sería el primer personaje principal del nuevo juego para dispositivos móviles, I Need Romance, desarrollado por Take One Company. El juego, es un juego de citas de simulación de realidad virtual en primera persona, Gongchan interpreta a Eun Sehyun, un top-idol y líder del grupo de chicos Don't Touch. Es conocido como un chic-idol que interactúa con el usuario, que interpreta al personaje principal contrario.

## Filmografía

### Dramas
| Año  | Título                                                  | Papel                    | Notas                       | Ref.   |
| ---- | ------------------------------------------------------- | ------------------------ | --------------------------- | ------ |
| 2015 | Delicious Love                                          | Park Sung Jun            | Papel principal             |        |
| 2020 | Can’t Be Bothered to Date, But Don’t Want to be Lonely! | Guardaespaldas Jung Hoon | Papel secundario            |        |
| 2021 | Mokkoji Kitchen                                         | Chef Mu Young            | Papel principal (drama web) | [ 10 ] |
| 2024 | Dog Knows Everything                                    | Kang Min-woo             |                             | [ 11 ] |

### Videojuegos
| Año  | Título         | Papel       | Notas           |
| ---- | -------------- | ----------- | --------------- |
| 2017 | I Need Romance | Eun Se Hyun | Papel principal |

### Programas de variedades
| Año              | Título                                         | Cadena    | Notas                                            |
| ---------------- | ---------------------------------------------- | --------- | ------------------------------------------------ |
| 2012             | Special: B1A4's Selca Diary                    | SBS MTV   | Con B1A4                                         |
| 2012             | Wide Entertainment News - B1A4's Sesame Player | Mnet      | Invitado                                         |
| 2012             | B1A4's Hello Baby Season 6                     | KBS       | Con B1A4                                         |
| 2014             | B1A4's One Fine Day                            | MBC Music | Con B1A4                                         |
| 2015             | Global Request Show: A Song For You 4          | KBS World | MC                                               |
| 2016             | Celebrity Bromance                             | MBig TV   | Con Hongbin (VIXX), Temporada 11, Episodio 48-51 |
| 2014, 2015, 2017 | Hello Counselor                                | KBS2      | E. #184, 237 y 345 - invitado                    |
| 2017             | Night Goblin                                   | JTBC      | Invitado, Episodio 15 - junto a Jinyoung         |